# PAST＜FUTURE
《PAST<FUTURE》（過去<未來）是日本女歌手安室奈美惠第九張專輯。於2009年12月16日分CD ONLY、CD+DVD兩版本發行。PLAYBUTTON版本則在2012年6月27日發行。

## 簡介
- 距離前作《PLAY》約兩年半的新原創專輯。收錄單曲《WILD／Dr.》、主打曲《FAST CAR》、本人出演的第4彈沙宣廣告曲《MY LOVE》、《COPY THAT》、由歌手DOUBLE作詞的《LOVE GAME》、與DOBERMAN INC的合作曲《FIRST TIMER》、久睽的抒情歌曲《The Meaning Of Us》、《Dr.》的續篇歌曲《Defend Love》等共12首歌曲。
- 本作象徵打破過去紀錄、「全部從零重新開始」等意思，封面是由安室親手撕掉去年創下百萬銷量的大熱精選專輯《BEST FICTION》封面照的衝擊性照片。自發表新專輯發行訊息後，自11月上旬陸續在日本店頭張貼的告知海報，以上張精選輯封面照將自己的臉部遮住，到後來僅露出鼻子和嘴巴，讓大眾不停猜測背後意思[1]。
- 《Bad Habit》是由給克雷格·大衞等海外歌手、w-inds.與倖田來未、谷村奈南、土屋安娜、東方神起、中森明菜等國內歌手、甚至是泰國的塔塔楊等歌手的世界性作曲家與製作人集團"Phrased Differently[2]"負責製作。
- DVD收錄了包括4首新曲在內的6首歌曲的音樂錄像帶。《FAST CAR》的PV是以揉合「沙宣」第3彈的廣告主題的中世紀哥特式世界風格的中心思想製作[3]。《Defend Love》的PV與動畫「機動戰士GUNDAM」合作、《Dr.》後再次全動畫製作[4]。歌曲以「守護愛」為主題製作，並與劇中的主角阿姆羅·雷演出[4]。
- 首週銷量33萬張，取得Oricon公信榜冠軍，創下於「10代」、「20代」、「30代」均有原創專輯連續冠軍的紀錄[5]。而在亞洲五個地方發行後，均登上銷量冠軍，創下日本女性歌手史上初紀錄[6]。最終公信榜銷量約為57萬張。
- 以專輯為主題的演唱會「namie amuro PAST＜FUTURE tour 2010」於2010年4月至11月全國舉行。演唱會場數達80場，刷新安室本人個人巡演最多場次紀錄。而收錄東京公演場次的DVD「namie amuro PAST＜FUTURE tour 2010」則連續2作（通算4作）獲得音樂DVD榜首位[7]。
- 2012年6月27日以PLAYBUTTON限定生產盤形式發售。

## 收錄曲目
| CD  |                                 | |      |
| 1   | FAST CAR                        | 作詞:TIGER 作曲:Anne Judish Wik/Ronny Svendsen/Robin Jensen/Nermin Harambasic/ Chris Young 編曲:DSign Music          | 3:19 |
| 2   | COPY THAT                       | 作詞:michico 作曲:T.KURA\|T.Kura & michico 編曲:T.Kura                                                               | 4:24 |
| 3   | LOVE GAME                       | 作詞:DOUBLE 作曲:Anthony Anderson/Jollen Belle/Jaden Michaels/Steve Smith 編曲:SA TrackWorks Productions             | 3:38 |
| 4   | Bad Habit                       | 作詞:TIGER 作曲:Hugo Lira/Thomas Gustafsson/Negin/lan-Paolo Lira 編曲:Hugo Lira、 Thomas Gustafsson & lan-Paolo Lira | 3:09 |
| 5   | Steal my Night                  | 作詞:Kanata Okajima/Jeff Miyahara 作曲・編曲:Jeff Miyahara                                                           | 3:31 |
| 6   | FIRST TIMER feat. DOBERMAN INC  | 作詞:michico/DOBERMAN INC 作曲:T.Kura & michico/DOBERMAN INC 編曲:T.Kura                                             | 5:23 |
| 7   | WILD                            | 作詞:michico 作曲:T.Kura & michico 編曲:T.Kura                                                                       | 3:18 |
| 8   | Dr.                             | 作詞・作曲・編曲:Nao'ymt                                                                                             | 5:38 |
| 9   | Shut Up                         | 作詞・作曲・編曲:Nao'ymt                                                                                             | 4:07 |
| 10  | MY LOVE                         | 作詞・作曲・編曲:HIRO                                                                                                | 4:03 |
| 11  | The Meaning Of Us               | 作詞:MOMO"mocha"N. 作曲:MOMO"mocha"N. & U-Key zone 編曲:U-Key zone                                                   | 4:27 |
| 12  | Defend Love                     | 作詞・作曲・編曲:Nao'ymt                                                                                             | 4:03 |
| DVD |                                 | |      |
| 1   | FAST CAR (Music Video)          | 導演:久保茂昭 編舞:KAORU、SHUN                                                                                       | 3:25 |
| 2   | LOVE GAME (Music Video)         | 導演:久保茂昭 編舞:SHUN                                                                                              | 3:56 |
| 3   | WILD (Music Video)              | 導演:Caviar 編舞:TETSUHARU                                                                                           | 3:22 |
| 4   | The Meaning Of Us (Music Video) | 導演:久保茂昭 | 4:35 |
| 5   | Dr. (Music Video)               | 導演:水崎淳平（神風動畫） & 佐藤秀一 & 清水康彦                                                                      | 5:54 |
| 6   | Defend Love (Music Video)       | 導演:TANAKAZOO & 田中裕介                                                                                            | 4:26 |

## Oricon銷售榜

### 單曲銷量
| 日期          | 歌曲      | 最高排名 | 上榜週數 | 銷量    |
| ------------- | --------- | -------- | -------- | ------- |
| 2009年3月18日 | WILD／Dr. | #1       | 17       | 119,352 |

### 專輯銷量
| 發售日期       | 排行榜            | 最高排名 | 首週銷量 | 總銷量  | 上榜週數 |
| -------------- | ----------------- | -------- | -------- | ------- | -------- |
| 2009年12月16日 | Oricon 每日銷售榜 | #1       |          |         |          |
| 2009年12月16日 | Oricon 每週銷售榜 | #1       | 330,742  | 574,525 | 41       |
| 2009年12月16日 | Oricon 每月銷售榜 | #2       |          |         |          |
| 2009年12月16日 | Oricon 年度銷售榜 | #6       |          | 574,525 |          |

## 備註
1. ↑  .   [2012-02-18]. （原始内容存档于2012-04-22）.
2. ↑  .   [2012-02-18]. （原始内容存档于2012-02-29）.
3. ↑  .   [2012-02-18]. （原始内容存档于2011-11-15）.
4. 1 2  .   [2012-02-18]. （原始内容存档于2010-08-11）.
5. ↑  30代でもアルバム1位、安室奈美恵が女性初10～30代首位制覇 ニュース-ORICON STYLE-
6. ↑  .   [2012-02-18]. （原始内容存档于2010-08-11）.
7. ↑  安室奈美恵、最新ライヴDVDが堂々の1位獲得！ （页面存档备份，存于）CDJournal.comニュース 2010年12月22日